# ジャック・アンダーソン
ジャック・アンダーソン（Jackson Northman Anderson、1922年10月19日 - 2005年12月17日 ） は、アメリカ合衆国のコラムニスト。カリフォルニア州ロングビーチ出身。デンマーク人とスウェーデン人の両親の元に生まれる。
有名な「マックレーカー」ドリュー・ピアソンのコラム「ワシントン・メリー・ゴーラウンド」を引き継いだ。1972年、ピューリッツァー賞を受賞。
モルモン教徒であり、9人の子供、41人の孫、7人のひ孫が居た。2005年12月17日、メリーランド州ベセスダの自宅で死去。83歳。